# Arellano (działo piechoty)
Arellano – hiszpańskie działo piechoty skonstruowane w 1927 roku przez Ramíreza Arellano i produkowane w królewskiej fabryce zbrojeniowej w Trubii. 
Montowana na podstawie kołowej i trójnożnej armata mogła strzelać amunicją przeciwpancerną (o przebijalności 14 mm z odległości 2000 m) i burzącą na odległość maksymalną 4500 m.